# Anton Dunckern
Anton Dunckern, född 29 juni 1905 i München, död 9 december 1985 i München, var en tysk jurist och SS-general. Under andra världskriget var han befälhavare för Sicherheitspolizei (Sipo) och Sicherheitsdienst (SD) i Metz.

## Biografi
Dunckern studerade rättsvetenskap vid Münchens universitet och avlade statsexamen 1930.
I unga år sökte sig Dunckern till völkisch-kretsar och deltog 1923 som medlem av Freikorps Oberland i Adolf Hitlers ölkällarkupp.
I september 1930 blev Dunckern medlem i Nationalsocialistiska tyska arbetarepartiet (NSDAP) och Schutzstaffel (SS). Kort efter Hitlers utnämning till tysk rikskansler i januari 1933 anställdes Dunckern vid den bayerska politiska polisen, som var underställd Reinhard Heydrich. När Heydrich i april 1934 utnämndes till chef för Geheime Staatspolizeiamt (Gestapa) i Berlin, följde Dunckern med honom dit. Under de långa knivarnas natt den 30 juni 1934, då Hitler rensade ut SA:s ledarskap samt flera politiska motståndare, ledde Dunckern en grupp SS-män som intog vicekansler Franz von Papens kontor. Anledningen till detta var att von Papen den 17 juni i Marburg hållit ett tal, som förargat Hitler.
Efter att ha hjälp till med att organisera Gestapo-myndigheterna i Breslau och Liegnitz utsågs Dunckern i mars 1935 till chef för Gestapo i Saarbrücken. Gauleiter Josef Bürckel gjorde honom till sin politiska rådgivare. 

### Andra världskriget
Efter Tysklands framgångsrika fälttåg mot Frankrike 1940 blev Dunckern befälhavare för Sicherheitspolizei och Sicherheitsdienst (Befehlshaber der Sicherheitspolizei und des SD, BdS) i Metz.
Den 19 november 1944 intogs Metz av amerikanska 3:e armén under befäl av general George S. Patton. Då Dunckern var den högste SS-officeren som gripits i området, bestämde sig Patton för att personligen förhöra denne. Efter förhöret fastställde Patton att Dunckern skulle betraktas som politisk fånge och inte krigsfånge. 

### Efter andra världskriget
Under de följande åren satt Dunckern internerad i Storbritannien och USA. År 1947 överfördes han ånyo till Metz. Han dömdes 1953 till 20 års fängelse som krigsförbrytare och internerades i ett fängelse i närheten av Loos i norra Frankrike. Han frisläpptes dock redan i juni året därpå. Dunckern återvände till Tyskland och öppnade egen praktik i München.
Münchens distriktsåklagare inledde i början av 1970-talet en förundersökning mot Dunckern. Det existerade misstankar om att han under sin tid som Sipo- och SD-chef i Metz hade medverkat till deportationen av franska judar till förintelseläger i Generalguvernementet. Dunckern tillbakavisade dessa misstankar och i brist på bevis lades förundersökningen ned.

## Befordringshistorik
- SS-Untersturmführer: juli 1933
- SS-Obersturmführer: 20 mars 1934
- SS-Hauptsturmführer: 20 april 1934
- SS-Sturmbannführer: juli 1934
- SS-Obersturmbannführer: 1 januari 195
- SS-Standartenführer: 24 december 1935
- SS-Oberführer: december 1940
- SS-Brigadeführer: 9 november 1942

## Utmärkelser
- Blodsorden: 9 november 1933
- Anschlussmedaljen (Die Medaille zur Erinnerung an den 13. März 1938): 13 mars 1938
- Sudetenlandmedaljen (Die Medaille zur Erinnerung an den 1. Oktober 1938): 1 oktober 1938
- Krigsförtjänstkorset av andra klassen med svärd: 1 december 1940
- Schutzwallmedaljen: 1 mars 1942
- Krigsförtjänstkorset av första klassen med svärd: 21 september 1942
- SS tjänsteutmärkelse
- SS Hederssvärd
- SS-Ehrenring (Totenkopfring)